# 大船渡站
大船渡車站（日语：／ Ōfunato eki */?），位於日本岩手縣大船渡市，為東日本旅客鐵道（JR東日本）大船渡線BRT的巴士站，以往是大船渡線的鐵路車站。

## 車站構造

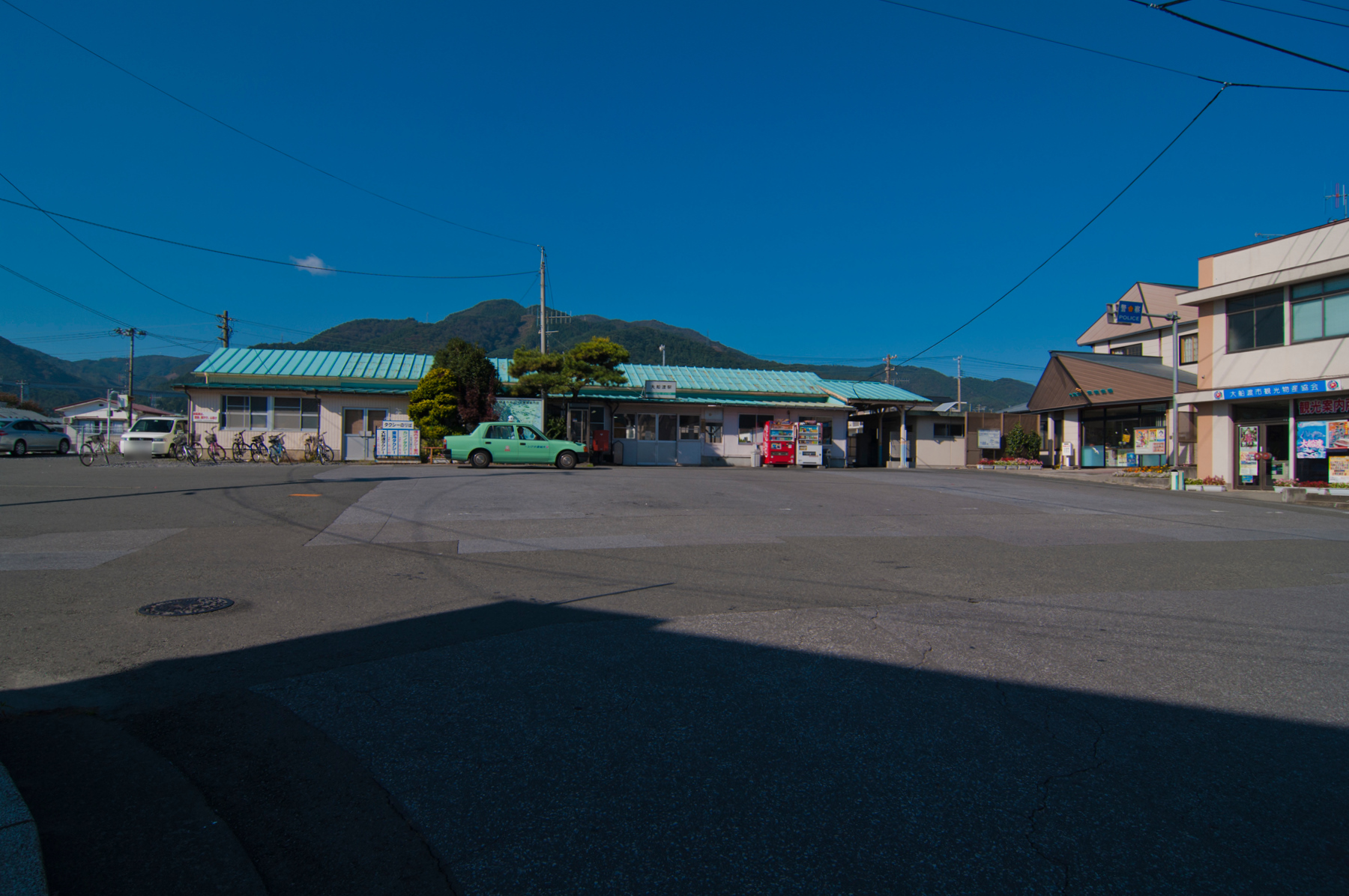
震災前車站全景（2010年10月23日攝）

東日本大地震受災前為側式月台1面1線的地面車站，設有出閘窗口的站舍，由盛站管理的簡易委託站（大船渡市委託）。
震災前正式決定作為大船渡市的港灣開發事業進行站舍的改建與設置車站東西側的行人天橋，預定興建新的兩層高站舍。
災後隨著大船渡線氣仙沼站至盛車站間路段改建為BRT，新建巴士候車亭恢復交通。

## 利用狀況
乘車旅次逐漸減少中，2000年時每日平均124人次，2009年時每日平均52人次。
| 旅運人數變化 | 旅運人數變化                 |
| 年度         | 一日平均使用人次             |
| ------------ | ---------------------------- |
| 2000         | 124                          |
| 2001         | 112                          |
| 2002         | 105                          |
| 2003         | 105                          |
| 2004         | 94                           |
| 2005         | 78                           |
| 2006         | 70                           |
| 2007         | 69                           |
| 2008         | 65                           |
| 2009         | 52                           |
| 2010         | 46                           |
| 2011         | 因東日本大地震影響，車站停業 |
| 2012         | 因東日本大地震影響，車站停業 |
| 2013         | 46（BRT乘車人數）            |

## 歷史
- 1934年9月3日 - 設站。
- 1987年4月1日 - 日本國有鐵道進行組織改造，本站現隸屬東日本旅客鐵道。
- 1992年3月15日 - 變更為簡易委託車站。大船渡車站站長廢止、改由盛站站長兼為管理。
- 2002年 - 入選東北車站百選。
- 2011年3月11日 - 東日本大地震引發的海嘯將站房等車站設施全數沖毀[2]。
- 2013年3月2日 - 大船渡站改建為巴士捷運系統（BRT）的停靠站暫時恢復交通[3]。
- 2014年8月5日 - 車站周邊土地重劃，BRT停靠站改到縣道[4][5]。
- 2020年4月1日 - 國土交通省核准大船渡線BRT區間的鐵路事業廢止申請，本站的鐵路車站在法律上正式廢止，而純為BRT巴士站[6][7]。

## 車站週邊
站前大道日亞須崎川河口部周邊、中央通相對許多在日韓國與朝鮮居住。
- 大船渡港
- 縣道230號丸森權現堂線
- 國道45號
- 三陸高速公路（大船渡三陸道路）
- 大船渡大通郵局
- 三阿都列蘇公園

※離大船渡市公所、大船渡郵局最近的車站是盛車站。

## 相鄰車站
東日本旅客鐵道
■大船渡線（BRT路段）
大船渡魚市場前－大船渡－地之森
■大船渡線（鐵道運用時）
下船渡－大船渡－盛

## 外部連結
- （日語） 大船渡車站 （JR東日本）（页面存档备份，存于）